# 1811 год
1811 (ты́сяча восемьсо́т оди́ннадцатый) год  по григорианскому календарю — невисокосный год, начинающийся во вторник. Это 1811 год нашей эры, 1‑й год 2‑го десятилетия XIX века 2‑го тысячелетия, 2‑й год 1810‑х годов. Он закончился 214 лет назад.
| Пн | Вт | Ср | Чт | Пт | Сб | Вс |
|    | 1  | 2  | 3  | 4  | 5  | 6  |
| 7  | 8  | 9  | 10 | 11 | 12 | 13 |
| 14 | 15 | 16 | 17 | 18 | 19 | 20 |
| 21 | 22 | 23 | 24 | 25 | 26 | 27 |
| 28 | 29 | 30 | 31 |    |    |    |

| Пн | Вт | Ср | Чт | Пт | Сб | Вс |
|    |    |    |    | 1  | 2  | 3  |
| 4  | 5  | 6  | 7  | 8  | 9  | 10 |
| 11 | 12 | 13 | 14 | 15 | 16 | 17 |
| 18 | 19 | 20 | 21 | 22 | 23 | 24 |
| 25 | 26 | 27 | 28 |    |    |    |

| Пн | Вт | Ср | Чт | Пт | Сб | Вс |
|    |    |    |    | 1  | 2  | 3  |
| 4  | 5  | 6  | 7  | 8  | 9  | 10 |
| 11 | 12 | 13 | 14 | 15 | 16 | 17 |
| 18 | 19 | 20 | 21 | 22 | 23 | 24 |
| 25 | 26 | 27 | 28 | 29 | 30 | 31 |

| Пн | Вт | Ср | Чт | Пт | Сб | Вс |
| 1  | 2  | 3  | 4  | 5  | 6  | 7  |
| 8  | 9  | 10 | 11 | 12 | 13 | 14 |
| 15 | 16 | 17 | 18 | 19 | 20 | 21 |
| 22 | 23 | 24 | 25 | 26 | 27 | 28 |
| 29 | 30 |    |    |    |    |    |

| Пн | Вт | Ср | Чт | Пт | Сб | Вс |
|    |    | 1  | 2  | 3  | 4  | 5  |
| 6  | 7  | 8  | 9  | 10 | 11 | 12 |
| 13 | 14 | 15 | 16 | 17 | 18 | 19 |
| 20 | 21 | 22 | 23 | 24 | 25 | 26 |
| 27 | 28 | 29 | 30 | 31 |    |    |

| Пн | Вт | Ср | Чт | Пт | Сб | Вс |
|    |    |    |    |    | 1  | 2  |
| 3  | 4  | 5  | 6  | 7  | 8  | 9  |
| 10 | 11 | 12 | 13 | 14 | 15 | 16 |
| 17 | 18 | 19 | 20 | 21 | 22 | 23 |
| 24 | 25 | 26 | 27 | 28 | 29 | 30 |

| Пн | Вт | Ср | Чт | Пт | Сб | Вс |
| 1  | 2  | 3  | 4  | 5  | 6  | 7  |
| 8  | 9  | 10 | 11 | 12 | 13 | 14 |
| 15 | 16 | 17 | 18 | 19 | 20 | 21 |
| 22 | 23 | 24 | 25 | 26 | 27 | 28 |
| 29 | 30 | 31 |    |    |    |    |

| Пн | Вт | Ср | Чт | Пт | Сб | Вс |
|    |    |    | 1  | 2  | 3  | 4  |
| 5  | 6  | 7  | 8  | 9  | 10 | 11 |
| 12 | 13 | 14 | 15 | 16 | 17 | 18 |
| 19 | 20 | 21 | 22 | 23 | 24 | 25 |
| 26 | 27 | 28 | 29 | 30 | 31 |    |

| Пн | Вт | Ср | Чт | Пт | Сб | Вс |
|    |    |    |    |    |    | 1  |
| 2  | 3  | 4  | 5  | 6  | 7  | 8  |
| 9  | 10 | 11 | 12 | 13 | 14 | 15 |
| 16 | 17 | 18 | 19 | 20 | 21 | 22 |
| 23 | 24 | 25 | 26 | 27 | 28 | 29 |
| 30 |    |    |    |    |    |    |

| Пн | Вт | Ср | Чт | Пт | Сб | Вс |
|    | 1  | 2  | 3  | 4  | 5  | 6  |
| 7  | 8  | 9  | 10 | 11 | 12 | 13 |
| 14 | 15 | 16 | 17 | 18 | 19 | 20 |
| 21 | 22 | 23 | 24 | 25 | 26 | 27 |
| 28 | 29 | 30 | 31 |    |    |    |

| Пн | Вт | Ср | Чт | Пт | Сб | Вс |
|    |    |    |    | 1  | 2  | 3  |
| 4  | 5  | 6  | 7  | 8  | 9  | 10 |
| 11 | 12 | 13 | 14 | 15 | 16 | 17 |
| 18 | 19 | 20 | 21 | 22 | 23 | 24 |
| 25 | 26 | 27 | 28 | 29 | 30 |    |

| Пн | Вт | Ср | Чт | Пт | Сб | Вс |
|    |    |    |    |    |    | 1  |
| 2  | 3  | 4  | 5  | 6  | 7  | 8  |
| 9  | 10 | 11 | 12 | 13 | 14 | 15 |
| 16 | 17 | 18 | 19 | 20 | 21 | 22 |
| 23 | 24 | 25 | 26 | 27 | 28 | 29 |
| 30 | 31 |    |    |    |    |    |

## События

### Январь
- 17 января — в Мексике повстанческая армия Мигеля Идальго разгромлена при Гвадалахаре испанскими войсками генерала Каллехи[1].

### Февраль
- 5 февраля — принц Уэльский назначен регентом Великобритании[2].
- 18 февраля — Наполеон присоединяет к Франции герцогство Ольденбургское, княжества Сальм и Аренберг, часть великого герцогства Берг, части Ганновера и ганзейские города Гамбург, Любек и Бремен
- 20 февраля
  - Девальвация валюты в Австрии[3].
  - Испанские кортесы перенесли свои заседания с острова Леон в Кадис[4].
- 21 февраля — в Мексике испанская армия разбила повстанцев во главе с Игнасио Альенде[1].
- 23 февраля — в Берлине открылось собрание нотаблей Пруссии[5].
- 28 февраля — Педро Хосе Виейра и Венансио Бенавидес призывают население Восточного Берега в лесу Асенсио к восстанию против Испании («Клич Асенсио»)[6].

### Март
- 1 марта — турки уничтожают мамелюков в Каире[7].
- 2 марта — в Каракасе (испанское генерал-капитанство Венесуэла) открылся Национальный конгресс[8].
- 7 марта — генерал от инфантерии М.И. Кутузов назначен командующим Молдавской армией в войне с Турцией[9]
- 11 марта — на митинге рабочих-вязальщиков в Ноттингеме (Великобритания) решено создать массовую организацию для борьбы за повышение заработной платы[2].
- 20 марта — в Париже в замке Тюильри родился Жозеф Франсуа Шарль Бонапарт, герцог Рейхштадтский, сын и единственный прямой наследник Наполеона I, известный во французской бонапартистской традиции как Наполеон II или «Орлёнок»[10].
- 21 марта — захвачен в плен Мигель Идальго и другие руководители борьбы за независимость Мексики[11].
- 27 марта — Николай Карамзин вручил императору Александру I записку против либеральных реформ Михаила Сперанского[12].
- 28 марта[13] — генерал Анри Кристоф провозгласил себя королём Гаити Анри I[14].
- 30 марта — в Боготе (испанское вице-королевство Новая Гранада) провозглашена конституция Государства Кундинамарки[15].

### Апрель
- 6 апреля — принята конституция Королевства Гаити со столицей в Кап-Анри в северной части острова[13].
- 19 апреля — М. И. Кутузов прибыл на Дунайский фронт[12].

### Май
- 7 мая — управляющий Французским банком докладывает Наполеону, что после введения Континентальной блокады подконтрольные Франции страны разоряются, сбыт французских товаров падает, производство и потребление во Франции сокращается[16].
- 15 мая — военный переворот в Асунсьоне, возглавленный капитаном Педро Хуаном Кабальеро, и провозглашение независимости Парагвая. Власть передана триумвирату в составе губернатора Фернандо де Веласко, Гаспара Франсии и капитана Хосе Валериана де Севальоса[17].
- 16 мая — битва при Ла—Альбуэра.
- 18 мая — испанские войска разбиты Хосе Артигасом в битве при Лас-Пьедрас под Монтевидео[18].
- 30 мая — ткачи Манчестерского округа, Ботона и Шотландии подают петицию с требованием парламентской реформы в Великобритании[2].

### Июнь
- 7 июня — собран Парижский собор французских и итальянских епископов для рассмотрения вопроса о взаимоотношениях между Наполеоном и папой римским Пием VII
- 17 июня — в Асунсьоне собралась первая Ассамблея Парагвая[17].
- 20 июня
  - В Парагвае сформирована правительственная хунта во главе с главнокомандующим вооружёнными силами генералом Фульхенсио Йегросом[17].
  - Испанские войска разбили армию Буэнос-Айреса в Верхнем Перу[19].
- 25 июня — в России принят новый закон о министерствах — «Общее учреждение министерств», завершивший министерскую реформу[20].
- 26 июня — казнён Игнасио Альенде и другие вожди войны за независимость Мексики[1].

### Июль
- 4 июля — начал работу Национальный конгресс Чили[21].
- 5 июля — Национальный конгресс в Каракасе провозгласил независимость Венесуэлы от Испании[8].
- 22 июля — войска М.И. Кутузова нанесли поражение туркам под Рущуком[9].
- 31 июля — восстание в Мексике под руководством Хосе Морелоса[1].

### Август
- 25 августа — антииспанское восстание в Консепсьоне (генерал-капитанство Чили)[21].
- 29 августа — созвано Государственное собрание Венгрии[3].

### Сентябрь
- 4 сентября — переворот в Сантьяго, свергнута происпанская хунта Чили Мартина де Эскалады. Создана хунта сторонников независимости во главе с Хуаном де Росасом[21].
- 11 сентября — в Питтсбурге (США) построен первый пароход «Новый Орлеан»[22].
- 14 сентября — в Пруссии т. н. Указом о регулировании крестьяне были освобождены от оброка при условии уступки одной трети земли помещикам, а также получили право стать наследственными собственниками земли при условии дополнительных земельных уступок[5][23].
- 20 сентября — папа римский Пий VII издал буллу Ex quo, признающую его согласие с решениями Парижского собора.
- 23 сентября — в Буэнос-Айресе т. н. «Майская хунта» заменена первым триумвиратом[24].
- 29 сентября — неудачный мятеж в Асунсьоне с целью вернуть Парагвай под власть Испании.

### Октябрь
- 12 октября — подписан договор, по которому Буэнос-Айрес признал независимость Парагвая.
- 14 октября — русская армия окружила турецкие войска в Слободзее[7].
- 23 октября — Буэнос-Айрес подписывает перемирие с Испанией и выводит войска из Восточного Берега[19]. Артигас снимает осаду Монтевидео. Начинается т. н. «Исход уругвайского народа» — 16 000 человек уходят с Артигасом в провинцию Энтре-Риос[25].
- 31 октября — в России открыт Царскосельский лицей[12].

### Ноябрь
- 5 ноября — в Сан-Сальвадоре (испанское генерал-капитанство Гватемала) священник Хосе Матиас Дельгадо в полночь ударил в набат в церкви Мерсед и призвал население не признавать власть короля Испании (Клич из Мерсед). После этого Мануэль Хосе Арсе провозгласил независимость провинции Сальвадор[26].
- 7 ноября — генерал Уильям Генри Гаррисон завершил подавление восстания индейцев на Северо-Западе США[22].
- 14 ноября — маршал Луи Даву получает от Наполеона инструкцию по первому приказу оккупировать Пруссию и обеспечить её лояльность в предстоящей войне с Россией[27].
- 27 ноября — подписан акт о создании Конфедерации Соединённых провинций Новой Гранады[15].

### Декабрь
- 3 декабря — в Сан-Сальвадор прибыли представители генерал-капитана Гватемалы. В ходе переговоров они добились возвращения Сальвадора под юрисдикцию Испании[26].
- 5 декабря — М. И. Кутузов разбивает войска Османской империи при Слободзее[7].
- 13 декабря — восстание в городе Леоне (ныне город в Никарагуа) против власти Испании. Вскоре подавлено войсками[28].
- 21 декабря — принята федеральная конституция Венесуэлы[8].
- 22 декабря — восстание в городе Гранаде (ныне город в Никарагуа) против власти Испании[28].

### Без точных дат
- В России появляется ещё одно свитское звание — генерал, состоящий при особе императора (существовало до 1881 г.). Обычно оно давалось полным генералам (II класс).

## Родились
См. также: Категория:Родившиеся в 1811 году
- 9 января — Гилберт Эббот Э-Беккет, британский писатель-сатирик (ум. 1856)
- 1 февраля — Ромуальд Зенкевич, белорусский фольклорист, педагог, этнограф.
- 23 февраля — Димитрий (Муретов), архиепископ Херсонский и Одесский.
- 11 марта — Урбен Жан Жозеф Леверье, французский математик и астроном (ум. в 1877).
- 31 марта — Роберт Вильгельм Бунзен (ум. 1899), немецкий химик, открывший цезий и рубидий, изобретатель газовой горелки, член-корреспондент Петербургской АН.
- 5 апреля — Жюль Дюпре, один из известнейших французских пейзажистов, представитель барбизонской школы.
- 11 июня — Виссарион Григорьевич Белинский (ум. 1848), русский писатель, литературный критик и публицист.
- 17 июня — Йоун Сигурдссон, исландский учёный, руководитель национально-освободительного движения (ум. 1879).
- 26 октября — Эварист Галуа, французский математик, основатель современной алгебры (ум. 1832).

## Скончались
См. также: Категория:Умершие в 1811 году
- 15 марта — Иван Рижский, русский писатель и филолог. Первый ректор Харьковского университета.
- 30 июля — Мигель Идальго-и-Костилья, революционный вождь Мексики, положивший начало войне за независимость (расстрелян) (род. 1753).
- 8 сентября — Адриан Дмитриевич Захаров, русский архитектор (род. 1761).